# Andst Børne- og Skolecenter
Andst Børne- og Skolecenter er en institution med børnehave, skole og SFO, der ligger i landsbyen Store Andst cirka 6 km fra Vejen.
Institutionen har i alt ca. 220 børn. Børnene starter i institutionen, når de er 2,9 år gamle og går ud af 6. klasse, når er ca. 13 år. Skolen er ensporet fra 0. – 6. klassetrin. 
Skolen i Store Andst var oprindeligt en rytterskole oprettet under Frederik 4.